# Jo De Cock
Johan (Jo) De Cock (Sint-Niklaas, 1955) was een Belgisch topambtenaar.

## Levensloop
De Cock studeerde van 1972 tot 1978 aan de Universitaire Instelling Antwerpen en de Katholieke Universiteit Leuven. Hij is licentiaat in de rechten en criminologie.
In 1977 ging hij aan de slag als assistent op de Rechtsfaculteit-Instituut voor Sociaal recht van de Katholieke Universiteit Leuven. Vervolgens werd hij werkzaam als secretaris bij het CEPESS, de toenmalige gezamenlijke studiedienst van de CVP en de PSC. Van 1985 tot 1993 was hij werkzaam op achtereenvolgens de kabinetten van Wilfried Martens en Jean-Luc Dehaene.
Op 1 oktober 1993 werd hij aangesteld als adjunct-administrateur-generaal bij het Rijksinstituut voor Ziekte- en Invaliditeitsverzekering (RIZIV). Sinds 1 april 1995 is hij er administrateur-generaal. Dit mandaat werd verlengd in 2015 en 2020. In 2021 ging hij met pensioen.